# Emil Ruh
Emil Ruh (* 28. April 1884 in Adliswil, Kanton Zürich; † 25. März 1946 ebenda) war ein Schweizer Komponist, Dirigent und Musikverleger. Er komponierte auch unter dem Pseudonym A. Bucher.
Zunächst absolvierte er eine Ausbildung zum Musiknotensetzer in Zürich. Danach studierte er am dortigen Konservatorium bei Volkmar Andreae, Lothar Kempter und Ernst Isler. Als Dirigent und Komponist widmete er sich vornehmlich dem Amateur-Blasmusikwesen. 1908 gründete er einen Eigenverlag, in dem Werke bekannter Schweizer Blasmusikkomponisten erschienen sind. Dieser wurde später von seinem Schwiegersohn Theophil Hug-Ruh (1910–2007) und ab 1976 von dessen Sohn Viktor Hug (* 1939) weitergeführt.

## Werke

### Werke für Blasorchester
- 1908–1929 Feierklänge Eine Sammlung ausgewählter Kompositionen zum Gebrauche bei Frühmusiken, Ständchen, feierlichen Anlässen, Gottesdiensten ...
- 1913–1931 Marsch-Album Sammlung von je 12 ausgewählten schönen Märschen
- 1915 Schweizerischer Etappenmarsch
- 1918 Im schönen Tessin Marsch
- 1919 Rückkehr in die Heimat Parademarsch
- 1923 Erinnerung an Adliswil Marsch
- 1925 Gruss an Schloss Hünigen Marsch
- 1928 Sursum corda Festmarsch mit dem Kreuzfahrerlied „Schönster Herr Jesu“
- 1932 Fest- und Turm-Musik Heft 1 – Sammlung von ausgewählten kirchlichen Kompositionen aus alter und neuer Zeit
- 1935 Fest- und Turm-Musik Heft 2 – Sammlung von ausgewählten kirchlichen Kompositionen aus alter und neuer Zeit
- 1935 O schöne Gotteswelt! Festmarsch
- 1937 Heimat- und Volkslieder-Album
- 1938 Album christlicher Lieder für Posaunenchöre Heft 1
- 1938 Hadlaub Ouvertüre
- 1938 Im Flug der Zeit – Le temps volant Marsch
- 1939 Feldgottesdienst-Lieder für schweizerische Militärmusiken und Musikvereine zur Begleitung der Gesänge oder zum Einzelvortrag
- 1940 Leichte Truppen – Troupes légères Marsch
- 1940 Paraphrase über das Rütlilied
- 1941 Heimat – Patrie Romanze
- 1942 Jugendland – Terre de la jeunesse Festliches Charakterstück
- 1942 Schweizerheimweh – Mal du pays Paraphrase über J.-R. Webers gleichnamiges Lied
- 1943 Album christlicher Lieder für Posaunenchöre oder Blasmusikvereine Heft 2
- 1944 Fest- und Turm-Musik Heft 3 – Kirchliche Kompositionen alter Meister
- 1946 Festlicher Einzug – Entrée solennelle Fest- und Parademarsch
- 1946 Fest- und Turmmusik Heft 4, Nr. 26–32 – Sammlung kirchlicher Kompositionen
- 1946 Paraphrase über „Ode an Gott“ Appenzeller Landsgemeindelied „Alles Leben strömt aus Dir“
- Abenddämmerung Idylle
- Abendgesang Paraphrase
- Abendglocken Paraphrase über das gleichnamige Lied von Agathon Billeter
- Des Hirten Abendgebet
- Glockengeläut für Blasorchester mit Tenorhorn-Solo
- Hin nach Zion
- Psalm 126
- Son des cloches Lied mit Tenorhornsolo
- Traum des Pilgers Caprice

### Vokalmusik und Chormusik
- 1916 Ehre sei Gott in der Höhe! Motette für gemischten Chor – Nach einem alten Hymnus
- 1916 Osterpsalm Motette für gemischten Chor
- 1918 Fest-Motette über Psalm 118, 24–29 für gemischten Chor und Solo-Quartett
- 1923 Auferstehungsfeier Motette für gemischten Chor
- 1926 Singet, Rühmet, Lobet Geistliche Lieder für eine Singstimme mit Begleitung des Klaviers, Orgel oder Harmonium
- 1927 Aus Psalm 34 Motette für gemischten Chor und Doppelchor
- 1929 Christlicher Liederschatz Sammlung beliebtester Lieder und Gesänge, welche im „Christlichen Liederborn“ erschienen sind
- 1933 Lobgesänge und geistliche Lieder für gemischten Chor
- 1935 Harre auf Gott! Motette für gemischten Chor u. Solostimmen.
- 1936 Bethlehem Eine schlichte Weihnachtsaufführung für Kinder. Für ein-, zwei- und dreistimmigen Kinderchor, Deklamation, 2 Violinen und Orgel
- 1936 Dennoch bleibe ich stets an dir! Motette für gemischten Chor
- 1936 Gotteskinder Volkstümliche, leicht ausführbare Kantate nach Worten der heiligen Schrift und eines Gedichtes von Karl Johann Philipp Spitta, für gemischten Chor und Solostimmen mit Begleitung von Orgel Klavier oder Harmonium oder mit Orchester
- 1936 Geistliche Sologesänge aus der volkstümlichen Kantate „Gotteskinder“
- 1938 Zwei geistliche Lieder für gemischten Chor
- 1946 Weihnachtssterne 7 neue Weihnachtslieder für gemischte Chöre a cappella
- Der 98. Psalm für gemischten Chor und Orgel